# Pădurișu, Călărași
Pădurișu (în trecut, Filastache) este un sat în comuna Frumușani din județul Călărași, Muntenia, România.